# 熊象鼎
熊象鼎（？—？），河南商城人，清朝政治人物。监生出身。
熊象鼎曾于1843年接替顾坚任娄县知县一职，1844年由程恩溥接任。